# Asthenosoma periculosum
Asthenosoma periculosum is een zee-egel uit de familie Echinothuriidae.
De wetenschappelijke naam van de soort werd in 1964 gepubliceerd door R. Endean.